# Obština Červen Brjag
Obština Červen Brjag (bulharsky Община Червен бряг) je bulharská jednotka územní samosprávy v Plevenské oblasti. Leží ve středním Bulharsku v Dolnodunajské nížině na úpatí Předbalkánu. Správním střediskem je město Červen Brjag, kromě něj zahrnuje obština 1 město a 12 vesnic. Žije zde téměř 27 tisíc stálých obyvatel.

## Sídla
Všechna sídla v obštině jsou samosprávná.
- Breste
- Červen Brjag[p 1] (sídlo správy)
- Čomakovci
- Devenci
- Kojnare[p 1]
- Glava
- Gornik
- Lepica
- Radomirci
- Rakita
- Reselec
- Rupci
- Suchače
- Teliš

## Sousední obštiny
| Růžice kompasu |               | Kneža                | Iskăr        | Růžice kompasu |
| Růžice kompasu | Bjala Slatina | Sever                | Dolni Dăbnik | Růžice kompasu |
| Růžice kompasu | Bjala Slatina | Obština Červen Brjag | Dolni Dăbnik | Růžice kompasu |
| Růžice kompasu | Bjala Slatina | Jih                  | Dolni Dăbnik | Růžice kompasu |
| Růžice kompasu | Roman         | Lukovit              |              | Růžice kompasu |

## Obyvatelstvo
V obštině žije 27 736 obyvatel a je zde trvale hlášeno 29 790 obyvatel. Podle sčítání 7. září 2021 bylo národnostní složení následující:
- Bulhaři: 21 028 (96.8 %)
- Romové: 565 (2.6 %)
- Turci: 77 (0.4 %)
- ostatní: 64 (0.3 %)

V období 2011 až 2021 v obštině ubylo 4 162 obyvatel.